# داوید آزین
داوید آزین (انگلیسی: David Azin؛ زادهٔ ۱۱ ژانویهٔ ۱۹۹۰ در کلن) بازیکن فوتبال در پست هافبک اهل ارمنستان است.

## باشگاهی
از باشگاه‌هایی که در آن بازی کرده‌است می‌توان به باشگاه فوتبال کلن، باشگاه فوتبال پیونیک، باشگاه فوتبال اونیائو و باشگاه فوتبال آرارات ایروان اشاره کرد.

## تیم ملی
وی همچنین در تیم ملی فوتبال ارمنستان غربی بازی کرده‌است.